# Декоратор (роман)
Декоратор: Спец. поръчения – 2 (на руски: Особые поручения: Декоратор) е историческо-приключенски роман от руския писател Борис Акунин, издаден през 2001 г. Този шестият роман (наречен „повест за маниак“) за приключенията на Ераст Петрович Фандорин. Заедно с романа „Вале пика“ те образуват книгата „Спец. поръчения“. Характерна черта на романа е, че историята е от името на автора и от името на „Декоратор“, кървав маниак.

## Сюжет
Внимание:  Текстът по-долу разкрива сюжета на произведението (или части от него)!
... През април 1889 г. Москва е разклатена от няколко убийства, нечовешки по своята жестокост. Жертвите са бедни, стари жени, принудени да проституират. Убиецът не просто убива жертвите си, но и изкормва телата им, и след това разполага вътрешностите им в странна картина. Княз Долгорукой, генерал-губернатор на Москва, иска ужасното престъпление да се разследва от най-добрите детективи, включително Ераст Петрович Фандорин и верните му помощници – Маса и Анисий Тюлпанов. По време на срещата с генерал-губернатора Фандорин казва, че убиецът може да е Джак Изкормвача, който преди известно време е държал страх в цял Лондон. Ераст Петрович по това време е бил в Англия, и е свидетел на трагичните събития. Неизвестният маниак, наречен от медиите Джак Изкормвача, убива в Лондон проститутки и ги изкормва по същия начин. Полицията се опитва да намери злодея, но уви, маниакът мистериозно изчезва. И той сега се появява отново, този път в Москва!
Фандорин предполага, че веднага след заминаването си от Лондон маниакът е дошъл в Москва и е започнал отново убива. В допълнение, изключителната точност, с която е разчленена жертвата, предполага, че Изкормвача има медицинско образование свързано с хирургията. По този начин, предполагаемият брой на заподозрените е ограничен: хора, които са се завърнали от Англия, които имат медицинско образование, и които по някакъв начин са свързани с гробищата в Москва.
Сред пристигналите във вниманието на Ераст Петрович са лекарят Стенич, съдебномедицинският експерт Захаров, бившият лекар (а сега милионер) Бурулин, служителят на гробището Пахоменко и една жена, Несвицка, която след осъждането си за революционна дейност, сега работи като акушерка в болница за бедни. При разпитването на заподозрените Фандорин и Тюлпанов научават за съществуването на мистериозен „садистичен кръг“. Някога няколко студенти по медицина, са се събрали в неформално „общество“ за извършване на много извратени действия. Студентите понякога купували проститутка (за предпочитане един стара и ужасна), и се гаврели с нея психически, и дори физически. Една такава „забава“ завършва трагично, жената е била убита, а членовете на „обществото“ стигат до полицията. Всички са били наказани, а тарторът им Соцки е изпратен в затвора, където умира. Ераст Петрович е наясно, че зад ужасното убийство стои един от бившите членове на „обществото на садистите“. Но кой е той?
Успоредно с разследването на Фандорин има и официално разследване, което се оглавява от следователя Ижицин, много високомерен човек. Той решава да проведе „следствен експеримент“: разстила пред заподозрените органите на жертвите, и по този начин опитва да провокира убиеца за неадекватни действия. Уви, маниакът не реагира външно на тежките експерименти на Ижицин, но решава да покрие следите си. Той прониква в къщата на следователя и брутално го убива заедно с чистачката му.
Слуховете за кървавия маниак достигнат Санкт Петербург, и скоро от столицата в Москва пристигна министърът на вътрешните работи граф Толстов. Генерал-губернаторът Долгорукой получава ултиматум: ако в рамките на два дни убиецът не е хванат, принцът очаква оставката му! Фандорин и Тюлпанов са в активно издирване на злодея. Тюлпанов предполага, че е близо до решението, но младият човек прави грешка, и получава ужасен удар от другата страна. Маниакът убива и нарязва на парчета сестрата на Тюлпанов и слугинята ѝ, а на самия Анисий нанася смъртоносна рана.
За разстроения от мъка и ярост Фандорин разследването става много лично, и започва с нова сила да търси убиеца. Откроява се един от заподозрените – медицинския експерт Захаров, за когото показанията на свидетелите и доказателства сочат за вината му. Скоро на Фандорин се обажда изчезналия Захаров и предлага на Ераст Петрович заедно с верния му слуга Маса да се срещат в отдалечена хотел, където Захаров е готов да разкрие името на кървавия маниак. Въпреки това, това е коварна тактика на убиеца. Маниакът, облечен в женски дрехи, влиза в дома на Фадорин, и иска жестоко да убие любовницата му, младо момиче на име Ангелина. Но Фандорин успява да разгадае замисъла на маниака, и „Декоратор“ попада в капана на Ераст Петрович.
Въпреки настояването на Ангелина, Фандорин отказва да предаде маниака на правосъдието. Той решава да съди „Декоратор“, иска да направи справедлива присъда и да я извърши. Стъпка по стъпка Фандорин описва всички отвратителни деяния „Декоратор“ и в крайна сметка, осъжда на смърт кървавия луд. Благочестивата Ангелина се опитва да разубеди Ераст Петрович за екзекуцията, но ...
| „ | Ангелина зажумя и закри с длани ушите си, но така или иначе чу как в двора гръмна изстрел – сух, кратък, почти недоловим сред трясъка на ракети и фойерверки, литнали в звездното небе. | “ |

## Исторически препратки
- „Княз Владимир Андреевич Долгорукой“ е княз Владимир Долгоруков, руски военен и държавник, генерал-адютант, генерал от инфантерията, генерал-губернатор на Москва в периода 1865–1891 година.
- „Министърът на вътрешните работи Толстов“ е Дмитрий Андреевич Толстой, член на Държавния съвет, сенатор, министърът на вътрешните работи и командир на Корпуса на жандармеристи на Руската империя в 1882-1889 години.

## Екранизации
През 2016 г. романът е екранизиран от режисьора Антон Борматов с участието на Данила Козловски в ролята на Фадорин.